# Aero4M
Amelia International  (prej Aero4M) je slovenska letalska družba, ki opravlja prevoze potnikov v poslovne namene po naročilu. Sedež družbe je v Šenčurju, matično letališče družbe pa je Letališče Jožeta Pučnika v Ljubljani.

## Zgodovina
Družba Aero4M d.o.o. je bila ustanovljena leta 2008  kot organizacija za linijsko in bazno vzdrževanje helikopterjev. 
Družbo sta ustanovila francosko podjetje Regourd Aviation Group v lastništvu Alaina Regourda in Milana Kranjca, ki je tudi direktor podjetja.
Z 12.7.2019 se je družba preimenovala v Amelia International

## Dejavnost družbe
Po prejemu spričevala letalskega prevoznika (AOC)  in potrditvi organizacije za vodenje stalne plovnosti (CAMO) so pričeli z opravljenjem letalskih prevozov za poslovne uporabnike. Večino prometa opravijo v Afriki, za potrebe naftnih in rudarskih družb ter deloma za potrebe vlad teh držav. Največ letijo v Gabonu, Čadu, Kamerunu in Kongu. Lete opravljajo tudi po Evropi in Bližnjem Vzhodu. 
Družba se ukvarja tudi s servisiranjem letal in ima baze za vzdrževanje tako lastnih letal, kot tudi letal iz skupine Regourd Aviation Group. Tako imajo dve bazi v Kongu, po eno v Čadu, Cardiffu (Wales) in Istanbulu. Imajo tudi bazi v britanskih Kanalskih otokih na Jerseyu in Guernseyu. Že nekaj let neuspešno skušajo pridobiti dovoljenja za postavitev lastnega hangarja za vzdrževanje letal na letališču Ljubljana.

## Flota
Družba razpolaga z letali
- Embraer 145LU reg. S5-ACJ (pridobljeno 24.2.2016)

V preteklosti pa so uporabljali tudi letalo 
- ATR-72-212 reg S5-ACK.[8]